# Mistrzostwa Ibero-Amerykańskie w Lekkoatletyce 1994
6. Mistrzostwa Ibero-Amerykańskie w Lekkoatletyce – zawody lekkoatletyczne rozegrane w dniach 27-31 października 1994 w argentyńskim mieście Mar del Plata na Estadio José María Minella.
W mistrzostwach wzięło udział 346 lekkoatletów z 20 państw hiszpańsko- bądź portugalskojęzycznych.

## Rezultaty

### Mężczyźni
| Konkurencja:               | 1. miejsce                                                                            | Rezultat  | 2. miejsce                                                                           | Rezultat  | 3. miejsce                                                                       | Rezultat  |
| 100 metrów                 | Carlos Gats                                                                           | 10,50     | Jaime Barragán                                                                       | 10,52     | Jorge Aguilera                                                                   | 10,56     |
| 200 metrów                 | Sebastián Keitel                                                                      | 20,42     | Carlos Gats                                                                          | 20,51     | Leonardo Prevost                                                                 | 20,61     |
| 400 metrów                 | Sebastián Keitel                                                                      | 46,72     | Sidney de Souza                                                                      | 47,50     | Guillermo Cacián                                                                 | 47,88     |
| 800 metrów                 | José de Oliveira                                                                      | 1:49,49   | Pablo Squella                                                                        | 1:49,50   | Edimilson da Silva                                                               | 1:49,91   |
| 1500 metrów                | José Gregorio López                                                                   | 3:54,04   | Amado Ramos                                                                          | 3:54,17   | Antonio Herrador                                                                 | 3:54,22   |
| 5000 metrów                | Ronaldo da Costa                                                                      | 13:47,99  | Martín Pitayo                                                                        | 13:50,31  | Raimundo Santos                                                                  | 13:51,15  |
| 10 000 metrów              | Armando Quintanilla                                                                   | 28:06,88  | Ronaldo da Costa                                                                     | 28:18,26  | Jorge Márquez                                                                    | 28:24,03  |
| 3000 metrów z przeszkodami | Javier Rodríguez                                                                      | 8:35,03   | Rubén García                                                                         | 8:36,81   | Inocencio López                                                                  | 8:41,22   |
| 110 metrów ppł             | Eric Batte                                                                            | 14,31     | Walmes de Souza                                                                      | 14,33     | Miguel De los Santos                                                             | 14,37     |
| 400 metrów ppł             | Everson da Silva                                                                      | 49,76     | Juan Vallín                                                                          | 50,31     | Eronilde de Araújo                                                               | 50,36     |
| Sztafeta 4 × 100 metrów    | Kuba · Jorge Aguilera · Leonardo Prevost · Andrés Simón · Joel Lamela                 | 39,99     | Brazylia · Marcelo da Silva · Claudinei da Silva · Sidney de Souza · Walmes de Souza | 40,53     | Kolumbia · Robinson Urrutia · Wenceslao Ferrín · Luis Vega · José Humberto Rivas | 40,79     |
| Sztafeta 4 × 400 metrów    | Brazylia · Sidney de Souza · Clóvis Fernandes · Ediélson Tenorio · Eronilde de Araújo | 3:06,54   | Meksyk · Raymundo Escalante · Juan Vallín · Luis Karim Toledo · Alejandro Cárdenas   | 3:07,75   | Kolumbia · Robinson Urrutia · Llimi Rivas · Luis Vega · Wenceslao Ferrín         | 3:08,24   |
| Chód na 20 000 metrów      | Daniel García                                                                         | 1:21:20,0 | Querubín Moreno                                                                      | 1:21:37,2 | Héctor Moreno                                                                    | 1:21:49,9 |
| Skok wzwyż                 | Gilmar Mayo                                                                           | 2,32      | Marino Drake                                                                         | 2,26      | Fernando Moreno                                                                  | 2,20      |
| Skok o tyczce              | Nuno Fernandes                                                                        | 5,15      | Miguel Berrios                                                                       | 5,10      | Francisco Mas                                                                    | 5,00      |
| Skok w dal                 | Jaime Jefferson                                                                       | 7,82      | Paulo de Oliveira                                                                    | 7,77      | Rogelio Saenz                                                                    | 7,73      |
| Trójskok                   | Anísio Silva                                                                          | 16,66     | Daniel Osorio                                                                        | 16,39     | Freddy Nieves                                                                    | 15,98     |
| Pchnięcie kulą             | Gert Weil                                                                             | 19,30     | Manuel Martínez                                                                      | 18,70     | Adilson Oliveira                                                                 | 17,77     |
| Rzut dyskiem               | Ramón Jiménez                                                                         | 60,42     | João dos Santos                                                                      | 59,20     | Marcelo Pugliese                                                                 | 59,18     |
| Rzut młotem                | Andrés Charadía                                                                       | 70,80     | Guillermo Guzmán                                                                     | 67,74     | Eladio Hernández                                                                 | 66,90     |
| Rzut oszczepem             | Luis Lucumí                                                                           | 75,40     | Julián Sotelo                                                                        | 73,88     | Martín Castillo                                                                  | 69,36     |
| Dziesięciobój              | Mario Aníbal                                                                          | 7431 pkt. | Miguel Valle                                                                         | 7340 pkt. | José de Assis                                                                    | 7072 pkt. |

### Kobiety
| Konkurencja:            | 1. miejsce                                                                 | Rezultat  | 2. miejsce | Rezultat  | 3. miejsce                                                                   | Rezultat  |
| 100 metrów              | Cleide Amaral                                                              | 11,66     | Mirtha Brock | 11,78     | Lisette Rondón                                                               | 11,89     |
| 200 metrów              | Ximena Restrepo                                                            | 23,07w    | Lisette Rondón | 23,69w    | Kátia Regina Santos                                                          | 23,77w    |
| 400 metrów              | Ximena Restrepo                                                            | 52,69     | Odalmis Limonta | 54,54     | Elia Mera                                                                    | 55,33     |
| 800 metrów              | Fátima dos Santos                                                          | 2:06,26   | Odalmis Limonta | 2:07,26   | Marta Orellana                                                               | 2:07,29   |
| 1500 metrów             | Ana de Souza                                                               | 4:28,50   | Mireya Ailhaud | 4:30,20   | Mabel Arrúa                                                                  | 4:35,84   |
| 3000 metrów             | Silvana Pereira                                                            | 9:14,53   | Lucía Mendiola | 9:17,19   | Yesenia Centeno                                                              | 9:21,55   |
| 10 000 m                | Silvana Pereira                                                            | 33:29,60  | Lucia Rendón | 33:48,32  | Stella Castro                                                                | 34:04,27  |
| 100 metrów ppł          | Damarys Anderson                                                           | 13,81w    | Verónica Depaoli | 13,90w    | Carmen Bezanilla                                                             | 14,01w    |
| 400 metrów ppł          | Odalys Hernández                                                           | 57,89     | Flor Robledo | 59,09     | Marise da Silva                                                              | 59,21     |
| Sztafeta 4 × 100 metrów | Kolumbia · Elia Mera · Ximena Restrepo · Patricia Rodríguez · Mirta Brock  | 44,87     | Brazylia · Cleide Amaral · Kátia Regina Santos · Vânia dos Santos · Tatiana Orcy                                          | 46,03     | Chile · Carmen Bezanilla · Lisette Rondón · Marcela Barros · Mónica Castro   | 46,22     |
| Sztafeta 4 × 400 metrów | Kolumbia · Patricia Rodríguez · Elia Mera · Flor Robledo · Ximena Restrepo | 3:35,35   | Brazylia · Maria Magnólia Figueiredo · Rosângela de Souza Oliveira · Edinilza Ferreira de Lima · Marlene Moreira da Silva | 3:38,61   | Chile · Marcela Barros · Lisette Rondón · Carmen Bezanilla · Sara Montecinos | 3:41,40   |
| Chód na 10 000 metrów   | Francisca Martínez                                                         | 47:01,80  | Miriam Ramón | 47:01,83  | Liliana Bermeo                                                               | 47:06,76  |
| Skok wzwyż              | Dania Fernández                                                            | 1,75      | Luciane Dambacher | 1,75      | Orlane dos Santos                                                            | 1,75      |
| Skok w dal              | Andrea Ávila                                                               | 6,58      | Luciana dos Santos | 6,18      | Alejandra García                                                             | 6,13      |
| Trójskok                | Andrea Ávila                                                               | 13,18     | Luciana dos Santos | 12,90     | Maria de Souza                                                               | 12,86     |
| Pchnięcie kulą          | Herminia Fernández                                                         | 17,33     | Elisângela Adriano | 16,77     | Margarita Ramos                                                              | 16,39     |
| Rzut dyskiem            | Teresa Machado                                                             | 61,20     | Liliana Martinelli | 56,18     | Amelia Moreira                                                               | 54,06     |
| Rzut młotem             | María Villamizar                                                           | 55,70     | Zulma Lambert | 51,66     | Karina Moya                                                                  | 50,56     |
| Rzut oszczepem          | Sueli dos Santos                                                           | 65,96     | Sonia Bisset | 57,70     | Idoia Mariezkurrena                                                          | 49,90     |
| Siedmiobój              | Yolaida Pompa                                                              | 5370 pkt. | Zorobabelia Córdoba | 5234 pkt. | Imma Clopés                                                                  | 5173 pkt. |

## Tabela medalowa
| Miejsce | Kraj       | Złoto | Srebro | Brąz | Razem |
| 1       | Brazylia   | 11    | 12     | 9    | 32    |
| 2       | Kuba       | 8     | 8      | 4    | 20    |
| 3       | Kolumbia   | 7     | 4      | 6    | 17    |
| 4       | Argentyna  | 4     | 4      | 7    | 15    |
| 5       | Meksyk     | 3     | 9      | 2    | 14    |
| 6       | Chile      | 3     | 2      | 4    | 9     |
| 7       | Portugalia | 3     | 0      | 1    | 4     |
| 8       | Hiszpania  | 1     | 2      | 7    | 10    |
| 9       | Paragwaj   | 1     | 0      | 0    | 1     |
| 9       | Wenezuela  | 1     | 0      | 0    | 1     |
| 11      | Ekwador    | 0     | 1      | 2    | 3     |